# Gerta Michailowna Nemenowa
Gerta Michailowna Nemenowa (russisch Герта Михайловна Неменова; * 16. Oktober 1904 in Berlin; † 1986 in Leningrad) war eine russisch-sowjetische Malerin, Illustratorin und Grafikerin.

## Leben
Nemenowas Vater Michail Isajewitsch Nemjonow (1880–1950) gründete 1918 zusammen mit A. F. Ioffe und A. W. Lunatscharski in Petrograd das Staatliche Institut für Röntgenologie und Radiologie. Nemenowa schloss 1921 die Arbeitsschule Nr. 10 ab zusammen mit Alexander Wwedenski.
1922–1923 war Nemenowa Mitglied der Vereinigung der neuen Richtungen in der Kunst. 1923 beteiligte sie sich an der Bilderausstellung 1919–1923 der Petrograder Künstler aller Richtungen. 1926–1929 studierte sie am Höheren Künstlerisch-Technischen Institut (Wchutein) bei K. S. Petrow-Wodkin und N. I. Altman. 1929 trat sie in den Verein der Künstler der Wchutein-Studenten ein und beteiligte sich an dessen dritter Ausstellung im Russischen Museum 1929. So kam es zu einer schöpferischen Zusammenarbeit mit W. P. Janowa und deren Mann G. N. Traugott, mit A. I. Rusakow, T. I. Kuperwasser und N. D. Emeljanow aus diesem Kreis. Nemenowas Schwerpunkt war die Ölmalerei.
Dank der Beziehungen ihres Vaters wurde Nemenowa auf persönliche Empfehlung A. W. Lunatscharskis 1929–1930 zusammen mit dem künftigen Direktor der Tretjakow-Galerie Michail Nikolajewitsch Kristi zur künstlerischen Fortbildung nach Paris geschickt. Dort studierte sie 5 Monate an der Académie Moderne bei Fernand Léger mit Erwerb des Meisterdiploms. 1930 beteiligte sie sich an der Ausstellung der Société du Salon d’Automne und der der Unabhängigen. In Paris lernte sie die emigrierten Künstler A. N. Benois, S. W. Tschechonin und vor allem N. S. Gontscharowa und M. F. Larionow kennen, durch die sie mit Picasso bekannt wurde. Gerade Larionow beeinflusste sie stark.
Als einzige russische Léger-Schülerin kehrte sie in die Sowjetunion zurück und heiratete 1930 in Leningrad den Maler und Illustrator Walentin Kurdow. 1932 trat sie in die Union der Künstler der RSFSR ein. Ab 1936 arbeitete sie als Grafikerin in der Grafikwerkstatt für experimentelle Lithografie bei der Leningrader Künstlervereinigung. Sie illustrierte Antoine-François Prévosts Roman Manon Lescaut und Richard Aldingtons Wahres Paradies.
1941 wurde Nemenowa aus dem belagerten Leningrad nach Kasan evakuiert und arbeitete als Bühnenbildnerin am dortigen Theater. Sie schuf die Bühnenbilder für Carlo Goldonis Diener zweier Herren und für Ostrowskis Brennendes Herz. 1944 kehrte sie nach Leningrad zurück.
Nemenowa lernte in den 1940er Jahren Anna Achmatowa kennen und fertigte 1957–1965 eine Reihe von Porträtskizzen von ihr an.
Nach dem Kriege stellte Nemenowa ihre Gemälde nicht aus und zeigte sie nur ihren Freunden. 1961 beteiligte sich Nemenowa an einer Ausstellung in der Londoner Grosvenor Gallery. Ihr Arbeitsschwerpunkt war nun die Grafik. Sie schuf Lithografie-Serien zu verschiedenen Themen. 1972–1979 entstand eine Reihe von Lithografien zu Michail Bulgakows nicht veröffentlichtem Roman Der Meister und Margarita. Am bekanntesten sind ihre Porträts von Marcel Proust, Kasimir Malewitsch, Boris Pasternak, Nikolai Gogol, Fjodor Dostojewski, Franz Kafka, Alexander Blok, Alexander Grin, Marcel Marceau, Charlie Chaplin, Dmitri Schostakowitsch und Boris Tischtschenko. Nach ihren früheren Skizzen entstanden Porträts von Léger und Larionow. Ihre Werke befinden sich im New Yorker Museum of Modern Art (MoMA), im St. Petersburger Russischen Museum, in der Moskauer Tretjakow-Galerie und in anderen öffentlichen und privaten Sammlungen in England, Frankreich, Deutschland und den USA.
In den 1970er Jahren kam Nemenowa in Kontakt mit den Künstlern und Dichtern der Leningrader Alternativen Kultur A. L. Chwostenko, L. L. Bogdanow, W. I. Erl, W. B. Kriwulin, K. K. Kusminski und anderen, die ihr ihre Arbeiten zur Kritik vorlegten.
Eine Retrospektive zu Nemenowas Werk fand 1993 in St. Petersburg statt im Anna-Achmatowa-Museum in einem Seitenflügel des Scheremetew-Palais an der Fontanka (erbaut von Scheremetews leibeigenen Architekten F. S. Argunow).
Nemenowas Bruder Leonid Nemenow (1905–1980) war Physiker und bei I. W. Kurtschatow am Bau der ersten sowjetischen Wasserstoffbombe beteiligt.